# Piera
Piera – gmina w Hiszpanii, w prowincji Barcelona, w Katalonii, o powierzchni 57,12 km². W 2011 roku gmina liczyła 15 009 mieszkańców.